# Minidonta
Minidonta is een geslacht van weekdieren uit de klasse van de Gastropoda (slakken).

## Soorten
- Minidonta aroa Brook, 2010
- Minidonta arorangi Brook, 2010
- Minidonta hendersoni Solem, 1976
- Minidonta iota Brook, 2010
- Minidonta kavera Brook, 2010
- Minidonta matavera Brook, 2010
- Minidonta ngatangiia Brook, 2010
- Minidonta pue Brook, 2010
- Minidonta rutaki Brook, 2010